# Trentepohlia pacifica
Trentepohlia pacifica là một loài ruồi trong họ Limoniidae. Chúng phân bố ở miền Australasia.